# 楠根 (東大阪市)
楠根（くすね）は、大阪府東大阪市の旧地域名。概ね東大阪市立楠根中学校の学区および東大阪市立新喜多中学校の学区の一部にあたる。本項では概ね同地域にあった中河内郡楠根村（くすねむら）、楠根町（くすねちょう）についても述べる。
概ね稲田上町、稲田新町、稲田本町、稲田三島町、徳庵本町、楠根、川俣本町、川俣、長田西、長田中、長田東、西堤、西堤西、西堤楠町、西堤本通西、西堤本通東、西堤学園町、藤戸新田、長田、七軒家（一部）の各町丁に相当する。
東大阪市北西部の、概ね中央大通より北、おおさか東線より東、大阪中央環状線より西の地域に該当する。

## 歴史

### 近代以前
（日本 > 畿内 > 河内国 > 若江郡 > 稲田村、長田村、西堤村、川俣村、橋本新田、菱屋中新田）
古代には当地に河内湖があり、大和川水系からの土砂が堆積した後も低湿地であった。新開池や楠根川、菱江川が合流する地域にあたり、大雨や洪水で冠水の被害が頻繁に起きていた。
1704年（宝永元年）の大和川の付け替えにより、当地域にも新たに広大な敷地ができた。それらは「菱屋中新田」「橋本新田」「川俣新田」などとして開発された。

### 自治体成立以降
（日本 > 大阪府 > 中河内郡 > 楠根村 → 楠根町）
- 1889年（明治22年）4月1日 町村制施行により、若江郡稲田村、長田村、西堤村、川俣村、橋本新田、菱屋中新田の北半分が合併し、楠根村が成立。菱屋中新田の北半分は稲田に編入され、5大字となる。村役場を大字稲田に設置。
- 1896年（明治29年）4月1日 郡の統廃合により、中河内郡楠根村となる。
- 1908年（明治41年） 大字稲田より大字菱屋中新田を分立し、6大字となる。
- 1910年（明治43年） 大字橋本新田を橋本に改称。
- 1917年（大正6年） 大字菱屋中新田を藤戸新田に改称。
- 1929年（昭和4年）10月15日 町制を施行し、中河内郡楠根町となる。
- 1937年（昭和12年）4月1日 中河内郡長瀬村、布施町、意岐部村、小阪町、弥刀村と合併して布施市の一地域となり、中河内郡を離脱。

## 地理
旧楠根町は当初より旧稲田村と橋本新田の地域が飛び地として分かれていた。その間を旧菱江川川床を開発した菱屋東新田があり、そこは旧意岐部村の一部であった。なお、市町村制施行時に隔てられた南北の地域が一つの自治体となった経緯については不明である。現在は、鉄道や大規模幹線道路の開通や区画整理によって旧市町村の境界を特定するのは困難な状況である。
地域全体にわたって平坦であり、大半は旧大和川水系流域を川違えにより新田開発された場所で、現在も地名として残っている。また、このあたりは低湿地で地盤は概ね軟弱な粘土質であり、地面を深く掘ると水が沸いて出てくる。農業は基本的には稲作には不向きであり、綿やレンコンなどが栽培されてきたが、戦後は住宅地、工業地としてほぼ開発され尽くした。

### 交通
主要道路
- 近畿自動車道

※東大阪北インターチェンジは三島町（旧盾津町）に所在する。
- 阪神高速13号東大阪線
  - 長田出入口
- 国道308号

中央大通ともよばれる。
- 大阪府道2号大阪中央環状線

旧道と新道が並行する。
- 大阪府道15号八尾茨木線

当地域内においては、とても主要地方道とは思えないような狭隘路である。徳庵駅付近は狭い商店街となっており、それ自体が大阪市鶴見区との境界となっている。
- 大阪府道702号大阪枚岡奈良線

鉄道
- JR学研都市線
  - 徳庵駅
- JRおおさか東線
  - 高井田中央駅

駅は川俣に所在するものの、厳密には旧楠根町地域からは外れている。
- 地下鉄中央線・近鉄けいはんな線
  - 長田駅

バス
- 近鉄バス布施営業所
  - 布施線（徳庵系統）

府道八尾茨木線を通るが、狭隘路のため徳庵駅前まで乗り入れることができず、かなり離れた場所に徳庵バス停がある。さらに転車台に載せて方向転換するようになっている。
2015年4月1日より「徳庵駅前」「近畿車輛前」「稲田上町」「東大阪稲田住宅前」停留所が新設され、徳庵停留所の転車台は撤去されPat東大阪稲田新町１丁目駐車場になっている。
※かつては（旧）大阪中央環状線沿いを吹田八尾線の路線バスが通っていたが廃止されている。

## 地域

### 徳庵本町
概ねかつての橋本新田であった地域。現在は橋本の名称は交差点名のみに残っている。このあたりは大阪市鶴見区の地域や後述の稲田地域を含めて、通称、徳庵と呼ばれる。枝切街道とよばれる旧街道に沿ってできた古い村であり、JR徳庵駅の周囲一帯で古い住宅や商店が雑然としている。古くから都市計画に基づく再開発の計画こそあるものの、実施される見込みは無い。
主な施設、旧跡

（徳庵本町）
- 徳庵神社

※駅の西の商店街にある徳庵駅前郵便局、三井住友銀行支店は大阪市鶴見区に所在する。

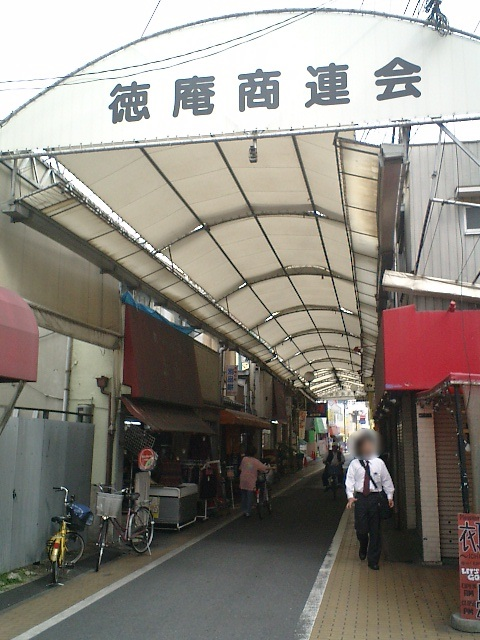
徳庵駅前商店街 （写真左は大阪市鶴見区。右は東大阪市徳庵本町）

### 稲田本町、稲田新町、稲田上町、稲田三島町
概ねかつての稲田村および菱屋中新田（のち藤戸新田）であった地域。ただし、楠根川沿いのを編入している。稲田本町あたりは古くからの集落があり、稲田新町あたりは規模の大きな商業施設や中小工場が多い。

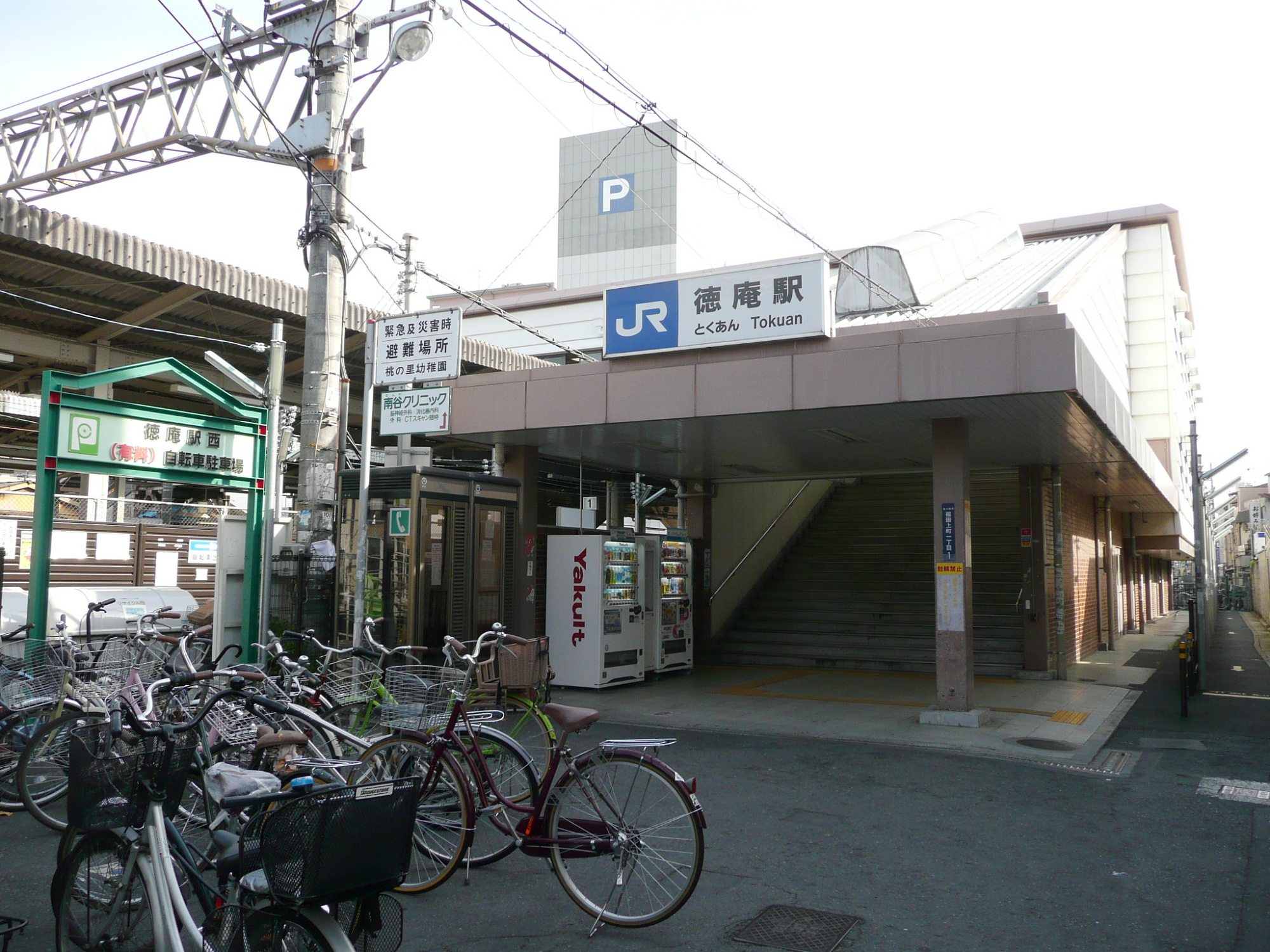
JR徳庵駅 （稲田上町1-1）
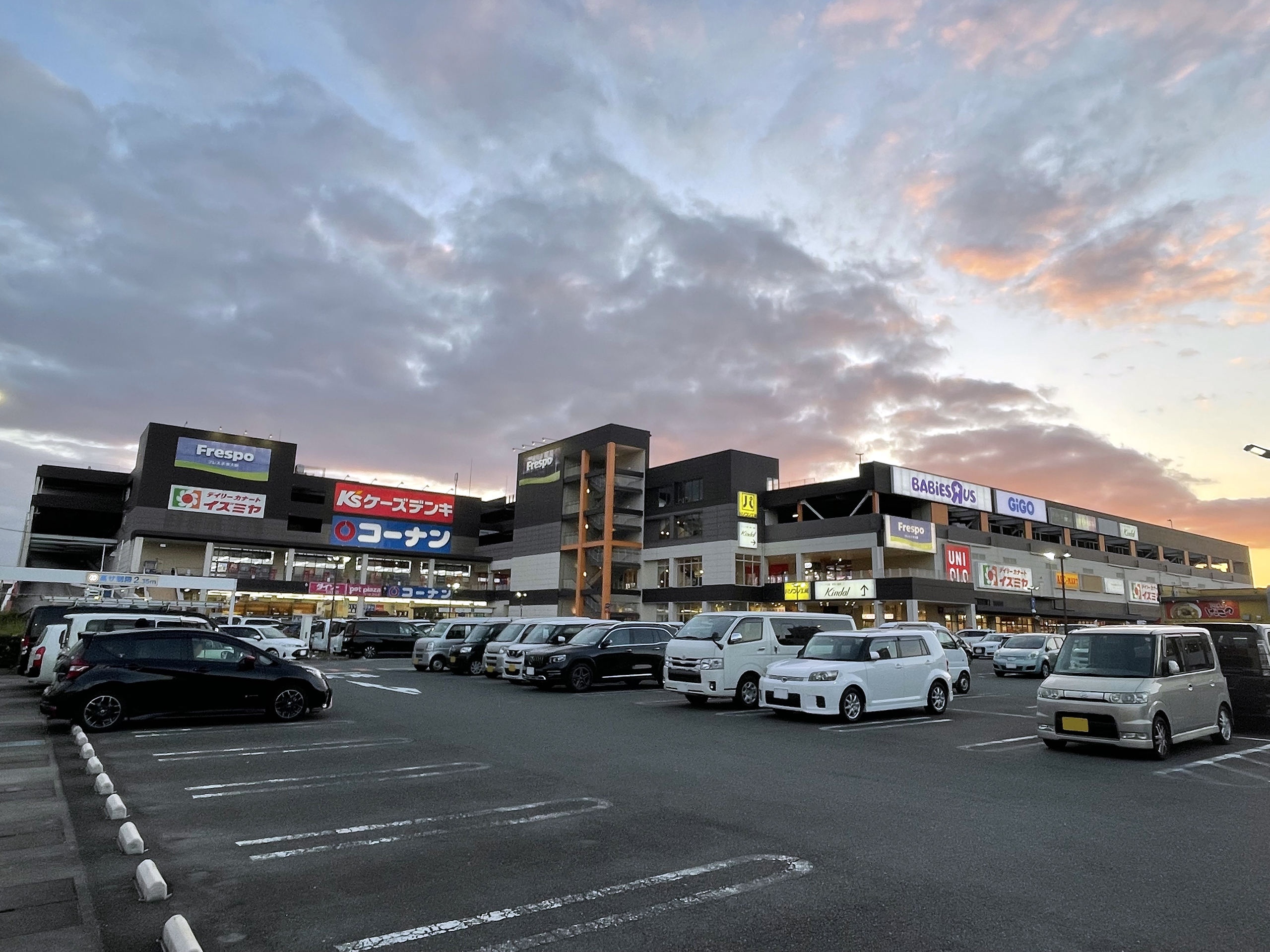
フレスポ東大阪 （稲田新町3-9-64）
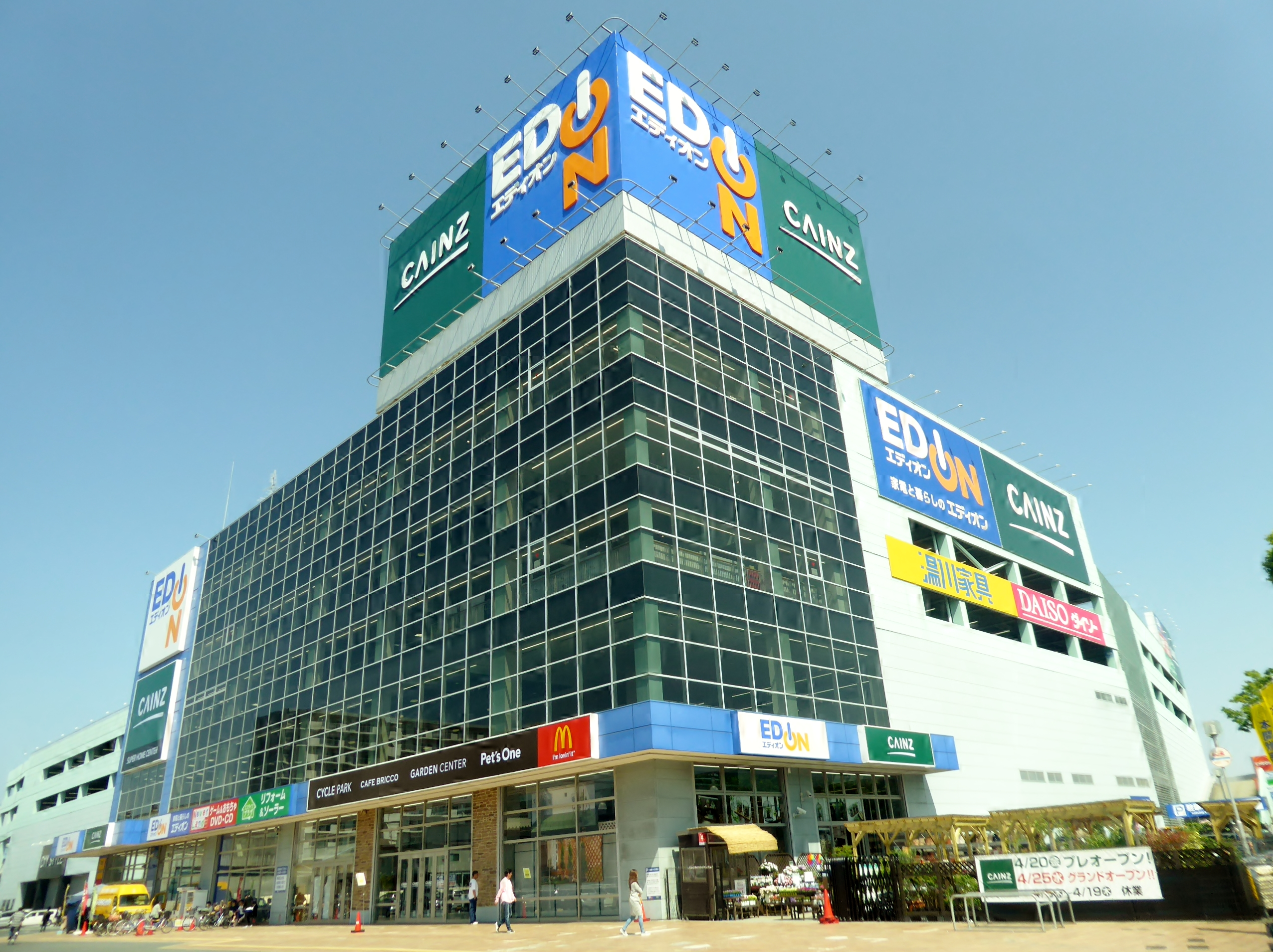
カインズ東大阪店・エディオン中環東大阪店 （稲田三島町3-88）

主な施設、旧跡
（稲田本町1〜3丁目）
- 楠根中学校
- 楠根小学校
- 稲田郵便局

（稲田新町1〜3丁目）
- フレスポ東大阪
- スーパー玉出 徳庵店（現在は閉鎖）[5]
- 日本ルツボ 大阪工場

（稲田上町1,2丁目）
- JR徳庵駅
- コノミヤ 徳庵店
- 近畿車輛 本社工場
- 関西岡村製作所
- 大阪屋関西ブックシティ

（稲田三島町）
- カインズ東大阪店・エディオン中環東大阪店
- 近鉄バス稲田営業所

- JR徳庵駅
（稲田上町1-1）
- フレスポ東大阪
（稲田新町3-9-64）
- カインズ東大阪店・エディオン中環東大阪店
（稲田三島町3-88）

### 川俣、川俣本町
概ねかつての川俣新田であった地域。
主な施設、旧跡
（川俣1〜3丁目）
- JR西日本京橋電車区放出派出所 （旧淀川電車区）
- 寝屋川南部広域下水道組合 川俣下水処理場
- JR高井田中央駅

（川俣本町）

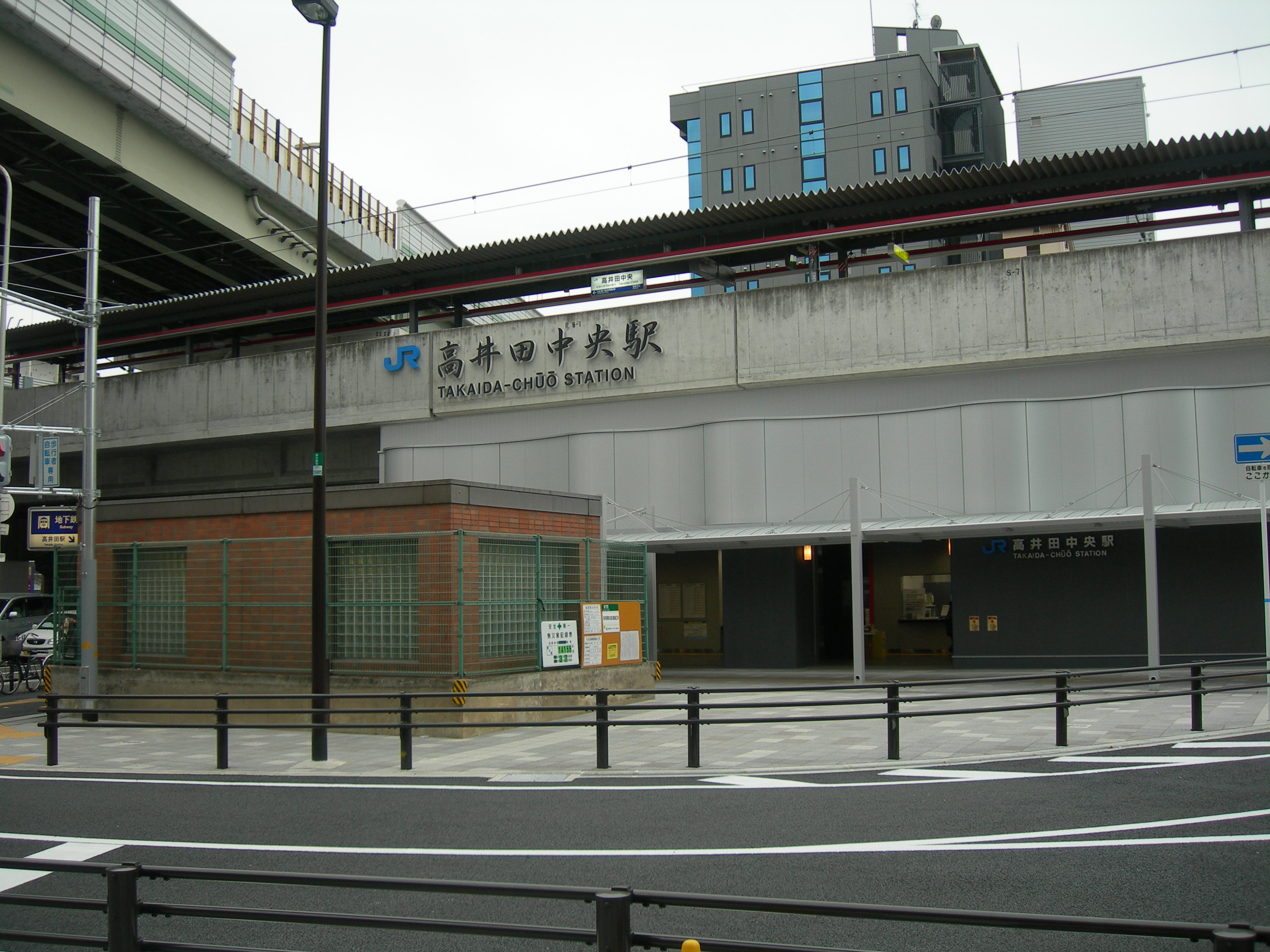
JR高井田中央駅 （川俣1-1-1）

### 楠根、七軒家、長田、長田西、長田中、長田東
概ねかつての長田村であった地域。中央大通より南が村の中心地域であった。他の部分は戦後に発展していった。七軒家、長田中、長田東の広域は「大阪紙文具流通センター」となっている。
主な施設、旧跡
（楠根1,2丁目）
- 東大阪市楠根行政サービスセンター
- 楠根郵便局

（七軒家）
- 楠根東小学校
- 菱屋東公園

（長田1〜3丁目）
- 長田神社

（長田西1〜6丁目）
- 長田郵便局
- 東長原病院

（長田中1〜5丁目）
- 地下鉄・近鉄長田駅
- 阪神高速長田出入口
- ひがしおおさかステーションパーク

（長田東1〜5丁目）
- 生和建設 本社

### 西堤、西堤楠町、西堤本通西、西堤本通東、西堤学園町
概ねかつての西堤村であった地域。西堤西は旧新喜多新田（旧高井田村）の地域となる。
主な施設、旧跡
（西堤1,2丁目）
- 西堤神社

（西堤楠町1〜3丁目）
- 西堤郵便局

（西堤本通西1〜3丁目）
- 関西電力西堤変電所

（西堤本通東1〜3丁目）
（西堤学園町1〜3丁目）
- 東大阪大学
- 東大阪大学敬愛高等学校
- 西堤小学校